# اندونزی در المپیک تابستانی ۲۰۱۶

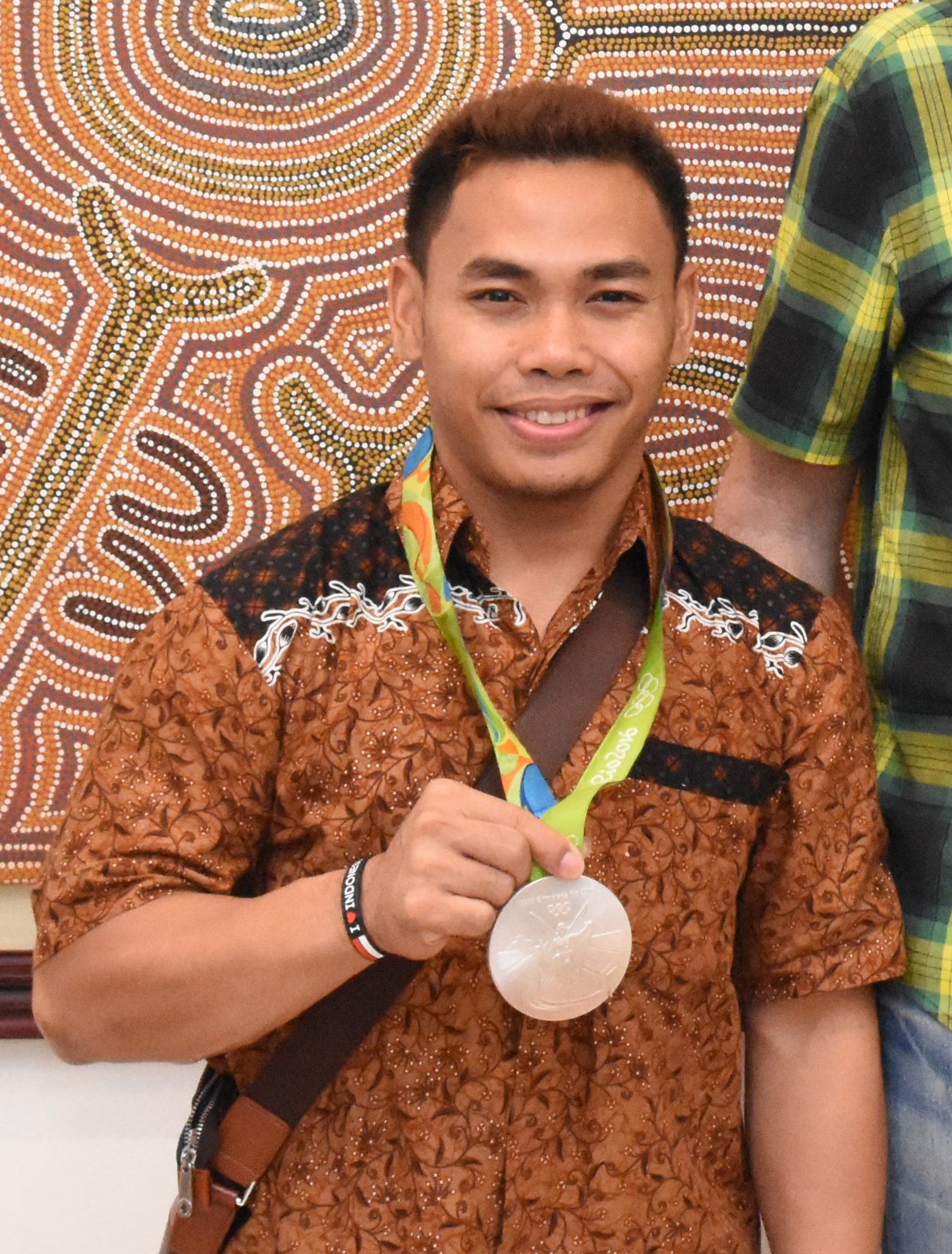
ورزشکار مدال آور اندونزی در المپیک ۲۰۱۶

اندونزی با ۲۵ ورزشکار در ۶ رشته ورزشی در بازی‌های المپیک تابستانی ۲۰۱۶ در ریودوژانیرو برزیل حضور یافت. این پانزدهمین حضور این کشور در بازی‌های المپیک تابستانی، با توجه به عدم شرکت در بازی‌های المپیک تابستانی ۱۹۶۴ توکیو و بازی‌های المپیک تابستانی ۱۹۸۰ مسکو به سبب حمایت از تحریمایالات متحده آمریکا است.و این تیم در مجموع با ۳ مدال که شامل ۱ مدال طلا و ۲ نقره در رده ۴۶ بازی های المپیک تابستانی ۲۰۱۶ قرار گرفت.